# Mustapha Khaznadar
Mustapha Khaznadar (arabe : أبو النخبة مصطفى خزندار), né Giorgios Kalkias Stravelakis (grec moderne : Γεώργιος Χαλκιάς Στραβελάκης) en 1817 à Kardámyla sur l'île de Chios et mort le 26 juillet 1878 à Tunis, est un homme politique tunisien d'origine grecque. Khaznadar signifie « trésorier ».

## Biographie

### Grec devenu notable tunisien
Capturé avec son frère Yannis en 1821 alors que son père Stephanis Kalkias Stravelakis est massacré, prélude au massacre de Chios de 1822, il est conduit à Izmir puis Constantinople où il est vendu comme esclave à un envoyé du bey de Tunis.
Élevé dans la famille beylicale par Mustapha Bey, puis par son fils Ahmed Ier Bey alors que celui-ci est encore prince héritier, il parvient à se hisser aux plus hauts postes de l'État tunisien : il épouse la princesse Lalla Kalthoum en 1839, se voit promu lieutenant-général de l'armée beylicale, en même temps que ministre des Finances d'Ahmed Ier Bey en 1837, président du Grand Conseil consultatif de 1862 à 1878 et grand vizir de Mohammed Bey et de son frère Sadok Bey à partir de 1855.
Il s'entoure de conseillers dévoués comme le secrétaire de chancellerie Mohammed Aziz Bouattour, l'homme d'affaires Mahmoud Ben Ayed, le conseiller Mohamed Baccouche et le caïd Nessim Samama.

### Réformes coûteuses et pression fiscale

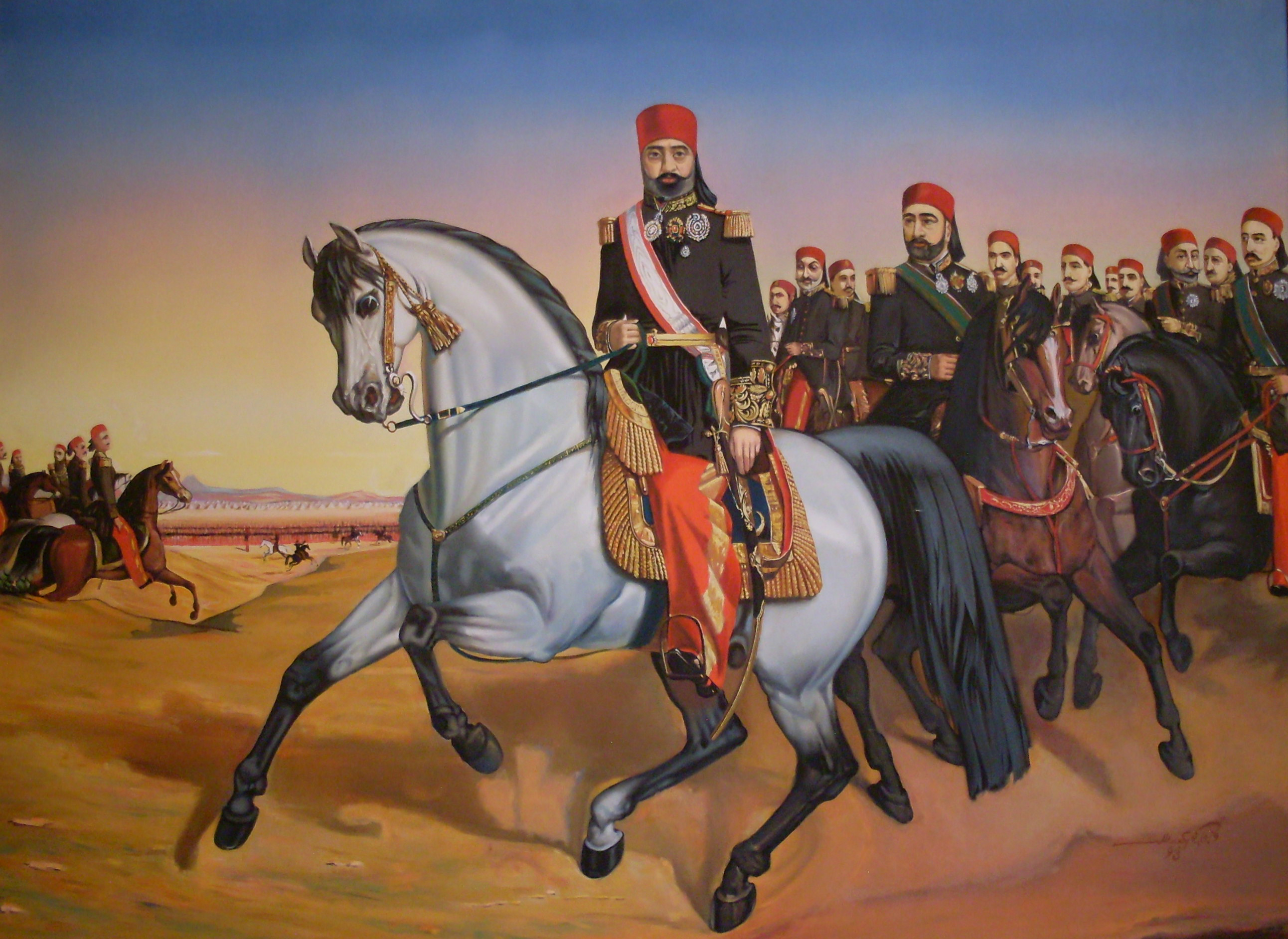
Portrait équestre de Sadok Bey, Khaznadar est juste derrière le souverain, sur lequel il exercera son ascendant durant quinze ans de pouvoir absolu.

Les réformes d'Ahmed Ier Bey, en matière d'éducation, de sécurité avec la création de l'armée beylicale tunisienne et de l'École militaire du Bardo, d'administration et de justice coûtent cher au petit État. Les secteurs de l'agriculture et du commerce sont en crise et l'argent des impôts rentre mal car les réformes ne se sont pas étendues à la fiscalité et à la gestion régionale de la régence. Le déficit s'aggrave lorsque Sadok Bey reprend le cours des réformes abandonné par son prédécesseur, Mohammed Bey. Khaznadar, cherchant prestige et influence, est lui aussi séduit par la politique des grands travaux et en commande lui-même certains, dont le très coûteux grand aqueduc de Zaghouan pour l'approvisionnement en eau de Tunis, qui coûte au trésor plus de onze millions de francs 1860, la rénovation du mausolée Sidi Belhassen Chedly, du mausolée Sidi Mahrez et de celui de Sidi Brahim Riahi, ainsi que la construction du monumental palais Khaznadar à Halfaouine.
Mustapha Khaznadar, cumulant le poste de ministre des Finances avec celui de grand vizir, instaure une politique financière déplorable pour le pays en imposant une fiscalité extrêmement lourde et en contractant une suite d'emprunts risqués en France, sur les conseils de financiers douteux comme Émile d'Erlanger et d'autres banquiers européens. De plus, des exactions sont opérées par des gouverneurs de villes et des chefs de tribus pour pressurer la population et faire rentrer les taxes et impôts divers. Les ministres Ibn Abi Dhiaf et Kheireddine Pacha, ses proches et familiers, prennent leurs distances avec un homme au pouvoir absolu sur la régence.
L'influence des consuls de France et d'Angleterre se fait sentir de plus en plus dans la régence. C'est d'ailleurs le consul Léon Roches, lobbyiste pour le compte d'intérêts français, qui le met en contact avec la Banque Erlanger pour un emprunt de plus de 25 millions de francs 1860. Dix ans plus tard, le retard d'impayés et les intérêts amènent la dette à une valeur de plus de 100 millions de francs 1870.

### Révolte de 1864
En 1864, sous la conduite d'Ali Ben Ghedhahem, les villes du Sahel ainsi que les tribus du sud-ouest du pays se révoltent aux cris de : « Plus de constitution ! Plus de taxes ! Plus de mamelouks ! ». Le gouvernement se demande alors si les Bédouins ne vont pas assiéger Tunis tellement l'insurrection gagne du terrain.
Mais les insurgés manquent d'unité de vue et d'action et Khaznadar en profite pour semer la division parmi eux. Il charge le général Ahmed Zarrouk, le général Rustum et le prince héritier Ali Bey de réprimer cette insurrection. La répression est impitoyable notamment dans le Sahel. Le bey suspend la constitution de 1861 et le taux de la taxe est réduit de moitié mais Khaznadar et les mamelouks, qui viennent de sauver le régime de l'insurrection, restent au pouvoir car ils sont plus indispensables que jamais pour le souverain.
Succédant à ces événements, une sécheresse persistante s'abat sur le pays. Elle est d'autant plus désastreuse que les réserves vivrières sont épuisées et que les hommes au pouvoir n'ont pris aucune mesure pour enrayer ses conséquences. La misère sévit dans le pays en 1867 et la capitale n'est pas épargnée : il meurt de 100 à 150 personnes par jour de famine ou du typhus.

### Chute finale
Dans ces circonstances difficiles, Mustapha Khaznadar détourne le trésor de l'État à son propre profit, à partir de 1868, notamment les recettes municipales. Le budget de la municipalité de Tunis est ainsi réduit à la modeste subvention des habous. C'est en 1873 qu'a finalement lieu la chute de Khaznadar : Kheireddine Pacha, alors président de la commission financière internationale institué par le bey en 1869, présente au souverain, dans une audience au palais du Bardo avec la complicité du favori Mustapha Ben Ismaïl, un rapport de ladite commission accusant Khaznadar d'avoir détourné 2 000 obligations représentant deux millions de francs. Les preuves contre Khaznadar sont accablantes et celui-ci doit confesser sa culpabilité. Khaznadar présente alors sa démission et est remplacé par le général Kheireddine.

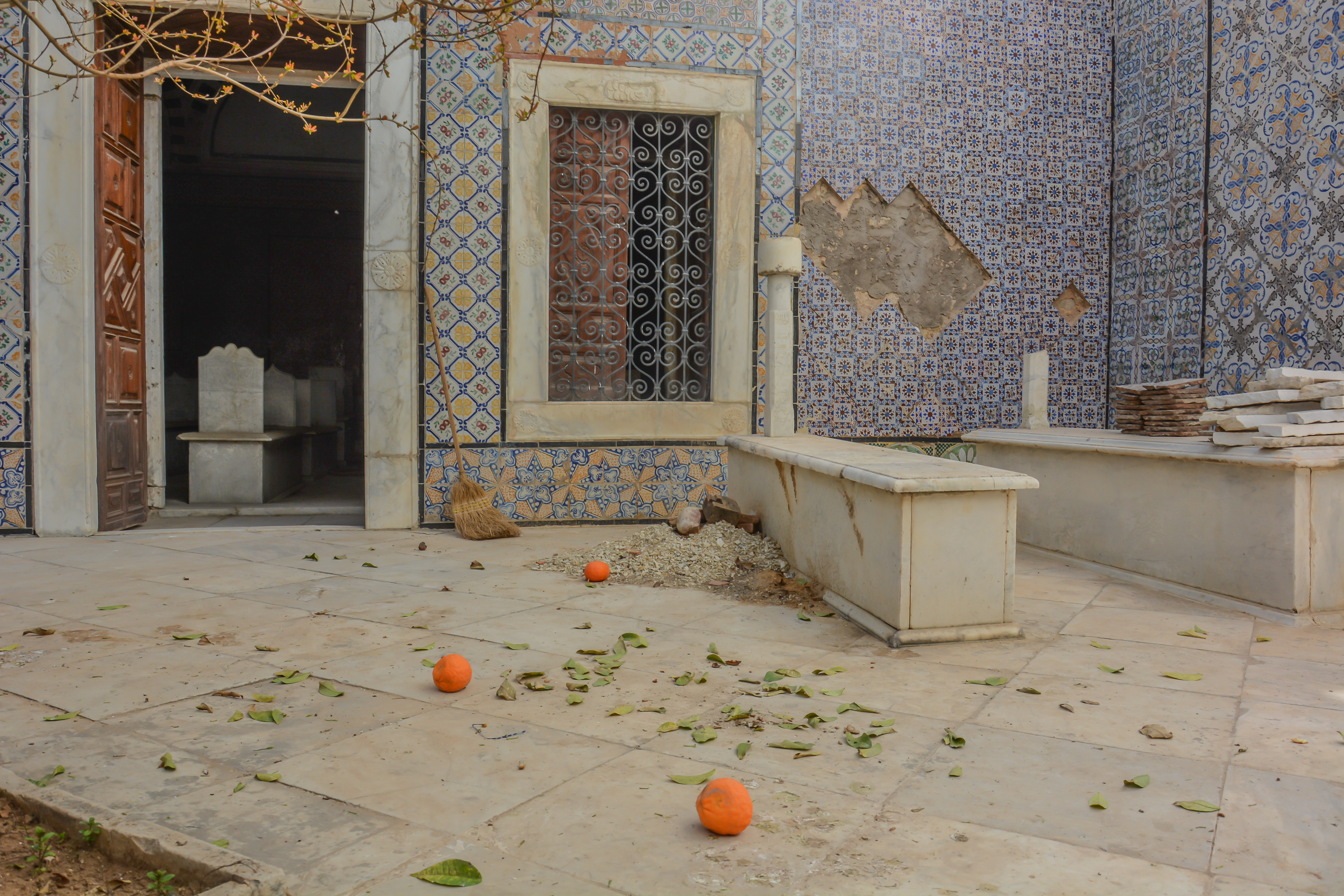
Tombe de Mustapha Khaznadar au Tourbet El Bey.

À Tunis, l'opinion publique est très favorablement impressionnée par ces événements qu'on qualifie alors de révolution. La population manifeste sa joie et des cérémonies d'actions de grâce ont lieu dans toutes les mosquées, la médina de Tunis est illuminée pendant trois jours et les artisans et commerçants des souks témoignent leur reconnaissance envers le bey par l'envoi au Bardo de délégations et de présents. On donne également des courses de chevaux et d'autres réjouissances. Isolé et haï de tous, Khaznadar meurt en 1878 mais se voit inhumé au Tourbet El Bey au cœur de la médina de Tunis. Il est resté dans l'imaginaire collectif des Tunisiens comme celui qui a pillé les revenus du pays pendant trente ans, en symbolisant la décadence de la monarchie beylicale.
Durant sa carrière, il est notamment décoré du Nichan Iftikhar, du Nichan ad-Dam, du Nichân Ahd El-Amân, de la Légion d'honneur en 1846, de l'Ordre de Saint-Olaf le 2 mai 1865, de l'Ordre de la Couronne de Prusse en 1871 et de divers ordres militaires ottomans.

## Dans la culture
- 2018 : Tej El Hadhra, série télévisée de Sami Fehri : Ahmed Landolsi[8].